# دانشگاه اقتصاد ملی و جهانی
دانشگاه اقتصاد ملی و جهانی (به بلغاری: Университет за национално и световно стопанство) دانشگاهی واقع در صوفیه، بلغارستان است. این که قبلاً به عنوان کارل مارکس مؤسسه عالی اقتصاد شناخته شده بود. این دانشگاه یکی از بزرگترین و قدیمی‌ترین مؤسسات آموزش عالی در جمهوری بلغارستان و جنوب شرقی اروپا با سابقه بیش از ۹۵ سال است.